# My Velorum
My Velorum (μ Velorum, kurz μ Vel) ist ein 116 Lichtjahre entferntes Doppelsternsystem im Sternbild Vela.
Die erste Komponente, My Velorum A, ist ein Gelber Riesenstern der Spektralklasse G5 III mit einer scheinbaren Helligkeit von +2,69 mag. Auf My Velorum A konnten, ungewöhnlicherweise für einen Gelben Riesen, Sonneneruptionen festgestellt werden.
Der Gelbe Zwerg My Velorum B, der Begleiter des Hauptsterns ist ein sonnenähnlicher Stern mit einer scheinbaren Helligkeit von etwa +6,6 mag. Die zwei Sterne sind 0,7 Bogensekunden auseinander und umrunden sich gegenseitig auf ihrer Bahn alle 116,24 Jahre.